# 田中村 (京都府)
田中村（たなかむら）は、かつて京都府愛宕郡に存在した村である。1889年（明治22年）の町村制発足により設置され、1918年（大正7年）4月1日、京都市上京区に編入合併して消滅した。
現在は京都市左京区の一部である。

## 概要
高野川と賀茂川の合流点付近を南端に、高野川東岸に位置する。北は同じ愛宕郡の修学院村（現在の左京区一乗寺）、東は同じく白川村（同・北白川）、南は京都市上京区吉田（同・吉田）、西は高野川を挟んで愛宕郡下鴨村（同・下鴨）に囲まれており、村の境域は現在の左京区田中地区および高野地区（田中および高野をそれぞれ町名に冠する地域）にほぼ相当するごく狭い区域であった。

## 地理

### 大字・字
近世以来の山城国愛宕郡田中村・高野河原村は、町村制施行によりそれぞれ田中村の大字田中・高野河原として編制された。
大字田中
大字田中の小字名としては里ノ前（上京区編入により田中里ノ前町に改称 / 以下新町名の冠称「田中」を省略）・大溝（大堰町に改称）・樋口・樋ノ口・十二（以上、樋ノ口町に統合）・飛鳥井・京道（以上、飛鳥井町に統合）・門前・流田（以上、門前町に統合）・西河原（西河原町に改称）・中川原・柳元（以上、上柳町に統合）・六反（下柳町に改称）・関田（関田町に改称）・里ノ内（里ノ内町に改称）・犬ノ馬場（馬場町に改称）・野神（野神町に改称）・西浦・上番（以上、西浦町に統合）・畑ヶ田・古川・四十八（以上、古川町に統合）・北高原・南高原・小菜・昼田（以上、高原町に統合）・堂ノ後・馬神・大久保・東田（以上、大久保町に統合）。
大字高野河原
大字高野河原の小字名としては蓼原・廻リ道（以上、高野蓼原町に統合 / 以下新町名の冠称「高野」を省略）・清水・箒地（以上、清水町に統合）・上大開・下竹屋（以上、上開町に統合）・寺ノ前・下大開（以上、下開町に統合）・上竹屋・嵯峨屋（以上、竹屋町に統合）・五十間（玉岡町に改称）・北玉岡・南白水・北白水（以上、泉町に統合）・南玉岡（玉岡町・泉町に分割）など。

## 歴史
- 1868年（明治元年）：山城国愛宕郡下の田中村・高野河原村が（旧）京都府に編入。
- 1878年：郡区町村編制法により愛宕郡田中村・高野河原村の2村が発足。
- 1889年：町村制施行により上記2ヵ村を統合して愛宕郡田中村が発足。旧村名を継承した2大字を設置。
- 1918年（大正7年）4月1日：京都市上京区に編入。

編入に際して大字田中は解体されて田中里ノ前町・同大堰町・同樋ノ口町・同飛鳥井町・同門前町・同西河原町・同上柳町・同下柳町・同関田町・同里ノ内町・同玄京町・同馬場町・同野神町・同西浦町・同古川町・同高原町・同大久保町の17町を新設、大字高野河原は高野蓼原町・同清水町・同上開町・同下開町・同竹屋町・同玉岡町・同泉町の7町を新設した。
なお編入後の1929年（昭和4年）、上京区から分区して左京区が新設された際、旧田中村域はすべて左京区に編入。

## 経済

### 産業
1907年村の北部で鐘淵紡績の京都工場・支店が開業して以降は村内に京友禅の染色工場が次々と建設され、工業地帯へと変化していった。
農業
町村制による田中村発足と同じ年の1889年、村内を東西に貫く琵琶湖疏水分線が開削されたことで近郊農村としての性格が高まり、蔬菜栽培や乳牛飼育などの牧場経営が盛んになった。『大日本篤農家名鑑』によれば、田中村の篤農家は「横川権右衛門、平山泰、小西源吉」などがいた。
商工業
- 原科彦重（染物）[2] - 店舗・福稲柿本、住所・田中飛鳥井[2]。
- 廣﨑廣吉（製粉）[3] - 店舗または住所・田中下柳[3]。

企業
- 京都撚糸 - 設立は1896年[4]。

工場
- 鐘淵紡績京都支店・工場 - 大字高野河原（現・高野東開町など）。1907年、操業開始。現在の東大路高野団地に所在した。当時の煉瓦造の建物の一部が現存し高野団地の集会場として使用されている。
- 杉本製練所 - 大字高野河原（現・高野蓼原町）。明治末期開設の機械染色工場。

## 地域

### 各種施設（1918年4月時点）
教育機関
- 養正小学校（現在の京都市立養正小） - 大字田中（現・田中飛鳥井町）。この時点では村内唯一の公立学校。

寺社
- 知恩寺 - 大字田中（現・田中門前町）。
- 田中神社 - 大字田中（現・田中西樋ノ口町）。旧村社。

その他
- 琵琶湖疏水分線 - 1889年開削。村域を東西に貫流。
- 清風荘 - 大字田中（現・田中関田町）。西園寺公望の生家で京都における別宅。弟が住友家の養子になったため1907年住友家に譲渡されたが、公望は引き続き別宅として使用した。現在は京都大学に譲渡され同大学の迎賓館となっている。

## 出身人物
- 朝田善之助（部落解放運動家） - 部落解放同盟中央本部委員長。田中村字西田中生まれ。